# 薩默塞特 (麻薩諸塞州)
薩默塞特（英語：Somerset）是一個位於美國麻薩諸塞州布里斯托縣的鎮。

## 人口
根據2020年美國人口普查的數據，薩默塞特的面積為31.00平方千米，當中陸地面積為21.00平方千米，而水域面積為10.00平方千米。當地共有人口18303人，而人口密度為每平方千米590人。